# Gørding Herred

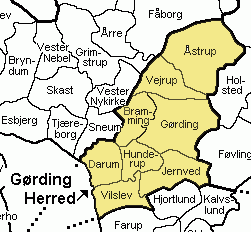
Gørding Herred

Gørding Herred was een herred in het voormalige Ribe Amt in Denemarken. Bij de gemeentelijke herindeling van 1970 bleven alle parochies deel uitmaken van de nieuwe provincie Ribe. Sinds 2007 maakt het gebied deel uit van de regio Zuid-Denemarken.

## Parochies
De herred omvat acht parochies. Alle parochies maken deel uit van het bisdom Ribe.
- Bramming
- Darum
- Gørding
- Hunderup
- Jernved
- Vejrup
- Vilslev
- Åstrup